# Liste der Premierminister von New Brunswick

Flagge von New Brunswick

Diese Liste führt die Premierminister (engl. premier, frz. premier ministre) der kanadischen Provinz New Brunswick auf. New Brunswick besitzt ein Einkammernparlament mit einer auf dem Westminster-System basierenden parlamentarischen Regierung. Dabei ist der Premierminister zugleich Vorsitzender jener Partei, die in der Legislativversammlung die meisten Sitze hält. Der Premierminister tritt als Regierungschef auf, während das Staatsoberhaupt, der kanadische Monarch, durch einen Vizegouverneur (lieutenant governor) vertreten wird. Außerdem stellt der Premierminister aus den Reihen der gewählten Abgeordneten die als Exekutivrat bezeichnete Regierung zusammen und steht dieser vor. Vor dem Beitritt zur Kanadischen Konföderation im Jahr 1867 war New Brunswick eine britische Kronkolonie, das Recht zur Selbstverwaltung bestand seit 1854.

## Liste der Premierminister von New Brunswick
| Premierminister der Kolonie New Brunswick (1854–1867) | Premierminister der Kolonie New Brunswick (1854–1867) | Premierminister der Kolonie New Brunswick (1854–1867)     | Premierminister der Kolonie New Brunswick (1854–1867) |
| Premierminister (Partei)                              | Premierminister (Partei)                              | Premierminister (Partei)                                  | Amtszeit                                              |
| ----------------------------------------------------- | ----------------------------------------------------- | --------------------------------------------------------- | ----------------------------------------------------- |
|                                                       | 01.                                                   | Charles Fisher (Liberal Party)                            | 1. November 1854 – Mai 1856 (1. Amtszeit)             |
|                                                       | 02.                                                   | John Hamilton Gray (Conservative Party)                   | 21. Juni 1856 – 1. Juni 1857                          |
|                                                       | 0-                                                    | Charles Fisher (Liberal Party)                            | 1. Juni 1857 – 19. März 1861 (2. Amtszeit)            |
|                                                       | 03.                                                   | Samuel Leonard Tilley (Liberal Party)                     | 19. März 1861 – März 1865                             |
|                                                       | 04.                                                   | Albert James Smith (Anti-Confederation Party)             | 21. September 1865 – 14. April 1866                   |
|                                                       | 05.                                                   | Peter Mitchell (Confederation Party)                      | 14. April 1866 – August 1867                          |
| Premierminister der Provinz New Brunswick (seit 1867) |                                                       |                                                           |                                                       |
| Premierminister (Partei)                              | Premierminister (Partei)                              | Premierminister (Partei)                                  | Amtszeit                                              |
|                                                       | 01.                                                   | Andrew Rainsford Wetmore (Confederation Party)            | 16. August 1867 – 25. Mai 1870                        |
|                                                       | 02.                                                   | George Edwin King (Conservative Party)                    | 9. Juni 1870 – 21. Februar 1871 (1. Amtszeit)         |
|                                                       | 03.                                                   | George Luther Hathaway (Conservative Party)               | 21. Februar 1871 – 5. Juli 1872                       |
|                                                       | 0-                                                    | George Edwin King (Conservative Party)                    | 5. Juli 1872 – 3. Mai 1878 (2. Amtszeit)              |
|                                                       | 04.                                                   | John James Fraser (Conservative Party)                    | Juni 1878 – 25. Mai 1882                              |
|                                                       | 05.                                                   | Daniel Lionel Hanington (Conservative Party)              | 25. Mai 1882 – Februar 1883                           |
|                                                       | 06.                                                   | Andrew George Blair (Liberal Party)                       | 3. März 1883 – 17. Juli 1896                          |
|                                                       | 07.                                                   | James Mitchell (Liberal Party)                            | 17. Juli 1896 – 29. Oktober 1897                      |
|                                                       | 08.                                                   | Henry Emmerson (Liberal Party)                            | 29. Oktober 1897 – 31. August 1900                    |
|                                                       | 09.                                                   | Lemuel John Tweedie (Liberal Party)                       | 1. September 1900 – 2. März 1907                      |
|                                                       | 10.                                                   | William Pugsley (Liberal Party)                           | 6. März 1907 – 31. Mai 1907                           |
|                                                       | 11.                                                   | Clifford William Robinson (Liberal Party)                 | 31. Mai 1907 – 24. März 1908                          |
|                                                       | 12.                                                   | John Douglas Hazen (Conservative Party)                   | 24. März 1908 – 10. Oktober 1911                      |
|                                                       | 13.                                                   | James Kidd Flemming (Conservative Party)                  | 16. Oktober 1911 – 6. Dezember 1914                   |
|                                                       | 14.                                                   | George Johnson Clarke (Conservative Party)                | 6. Dezember 1914 – 1. Februar 1917                    |
|                                                       | 15.                                                   | James Alexander Murray (Conservative Party)               | 1. Februar – 4. April 1917                            |
|                                                       | 16.                                                   | Walter Edward Foster (Liberal Party)                      | 4. April 1917 – 1. Februar 1923                       |
|                                                       | 17.                                                   | Peter Veniot (Liberal Party)                              | 28. Februar 1923 – 10. September 1925                 |
|                                                       | 18.                                                   | John Babington Macaulay Baxter (Conservative Party)       | 14. September 1925 – 19. Mai 1931                     |
|                                                       | 19.                                                   | Charles Dow Richards (Conservative Party)                 | 19. Mai 1931 – 2. Juni 1933                           |
|                                                       | 20.                                                   | Leonard Percy de Wolfe Tilley (Conservative Party)        | 1. Juni 1933 – 12. Juli 1935                          |
|                                                       | 21.                                                   | Allison Dysart (Liberal Party)                            | 16. Juli 1935 – 13. März 1940                         |
|                                                       | 22.                                                   | John Babbitt McNair (Liberal Party)                       | 13. März 1940 – 7. Oktober 1952                       |
|                                                       | 23.                                                   | Hugh John Flemming (Progressive Conservative Party)       | 8. Oktober 1952 – 11. Juli 1960                       |
|                                                       | 24.                                                   | Louis Robichaud (Liberal Party)                           | 12. Juli 1960 – 11. November 1970                     |
|                                                       | 25.                                                   | Richard Bennett Hatfield (Progressive Conservative Party) | 11. November 1970 – 26. Oktober 1987                  |
|                                                       | 26.                                                   | Frank McKenna (Liberal Party)                             | 27. Oktober 1987 – 13. Oktober 1997                   |
|                                                       | 27.                                                   | Ray Frenette (Liberal Party)                              | 14. Oktober 1997 – 14. Mai 1998                       |
|                                                       | 28.                                                   | Camille Thériault (Liberal Party)                         | 14. Mai 1998 – 21. Juni 1999                          |
|                                                       | 29.                                                   | Bernard Lord (Progressive Conservative Party)             | 21. Juni 1999 – 3. Oktober 2006                       |
|                                                       | 30.                                                   | Shawn Graham (Liberal Party)                              | 3. Oktober 2006 – 12. Oktober 2010                    |
|                                                       | 31.                                                   | David Alward (Progressive Conservative Party)             | 12. Oktober 2010 – 7. Oktober 2014                    |
|                                                       | 32.                                                   | Brian Gallant (Liberal Party)                             | 7. Oktober 2014 – 9. November 2018                    |
|                                                       | 31.                                                   | Blaine Higgs (Progressive Conservative Party)             | 9. November 2018 – 2. November 2024                   |
|                                                       | 32.                                                   | Susan Holt (Liberal Party)                                | 2. November 2024 – amtierend                          |